# Stasina
Stasina is een geslacht van spinnen uit de  familie van de Sparassidae (jachtkrabspinnen).

## Soorten
- Stasina americana Simon, 1887
- Stasina hirticeps Caporiacco, 1955
- Stasina koluene Mello-Leitão, 1949
- Stasina lucasi Bryant, 1940
- Stasina macleayi Bryant, 1940
- Stasina manicata Simon, 1897
- Stasina nalandica Karsch, 1891
- Stasina paripes (Karsch, 1879)
- Stasina planithorax Simon, 1897
- Stasina portoricensis Petrunkevitch, 1930
- Stasina rangelensis Franganillo, 1935
- Stasina saetosa Bryant, 1948
- Stasina spinosa Simon, 1897
- Stasina vittata Simon, 1877